# Hermacha itatiayae
Hermacha itatiayae är en spindelart som beskrevs av Cândido Firmino de Mello-Leitão 1923. 
Hermacha itatiayae ingår i släktet Hermacha och familjen Nemesiidae. Inga underarter finns listade i Catalogue of Life.